# Собраду і Байрруш
Собра́ду і Ба́йрруш (порт. Sobrado e Bairros; МФА: [su.ˈbɾa.du i bɐ.ˈi.ʁuʃ]) — парафія в Португалії, в муніципалітеті Каштелу-де-Пайва. Складова округу Авейру.  Входить до регіону Північ. За старим адміністративним поділом, що був чинним до 1976 року, територія парафії належала провінції Берегове Дору. Заснована 28 січня 2013 року. Площа парафії — 14,04 км², населення — 4831 ос. (2011), густота населення — 344,09 осіб/км²
. Патрон — Діва Марія і святий Михаїл. Поштовий індекс — 4550. Код  — 010609.
```
Сформована із колишніх парафій 
Собраду
 і 
Байрруш
.
```

## Географія

Каштелу-де-Пайва (2013)

## Населення
| 2011 |
| 4831 |